# Melitaea deione
Melitaea deione es un lepidóptero ropalócero de la familia Nymphalidae.

## Descripción

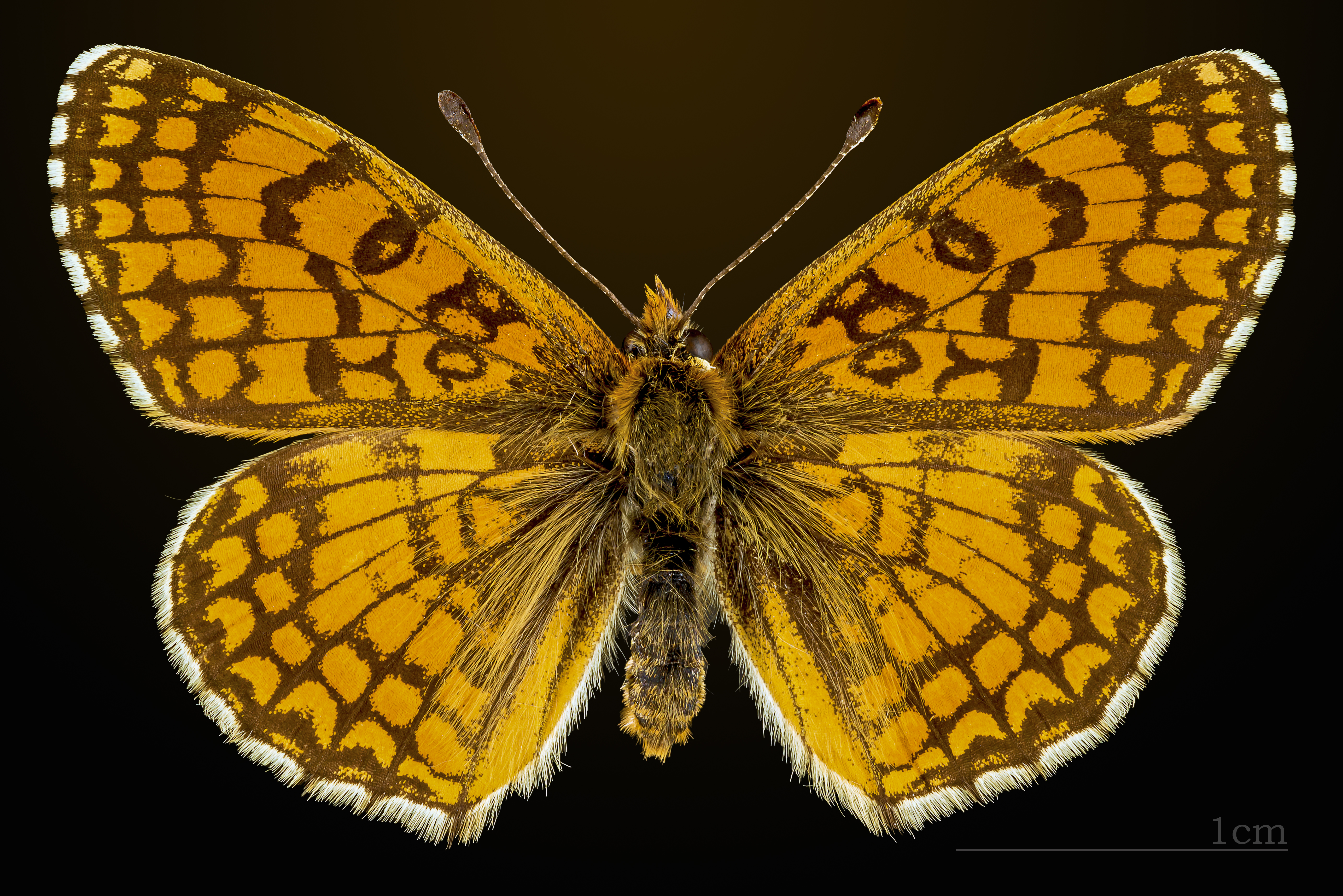
♂ dorso
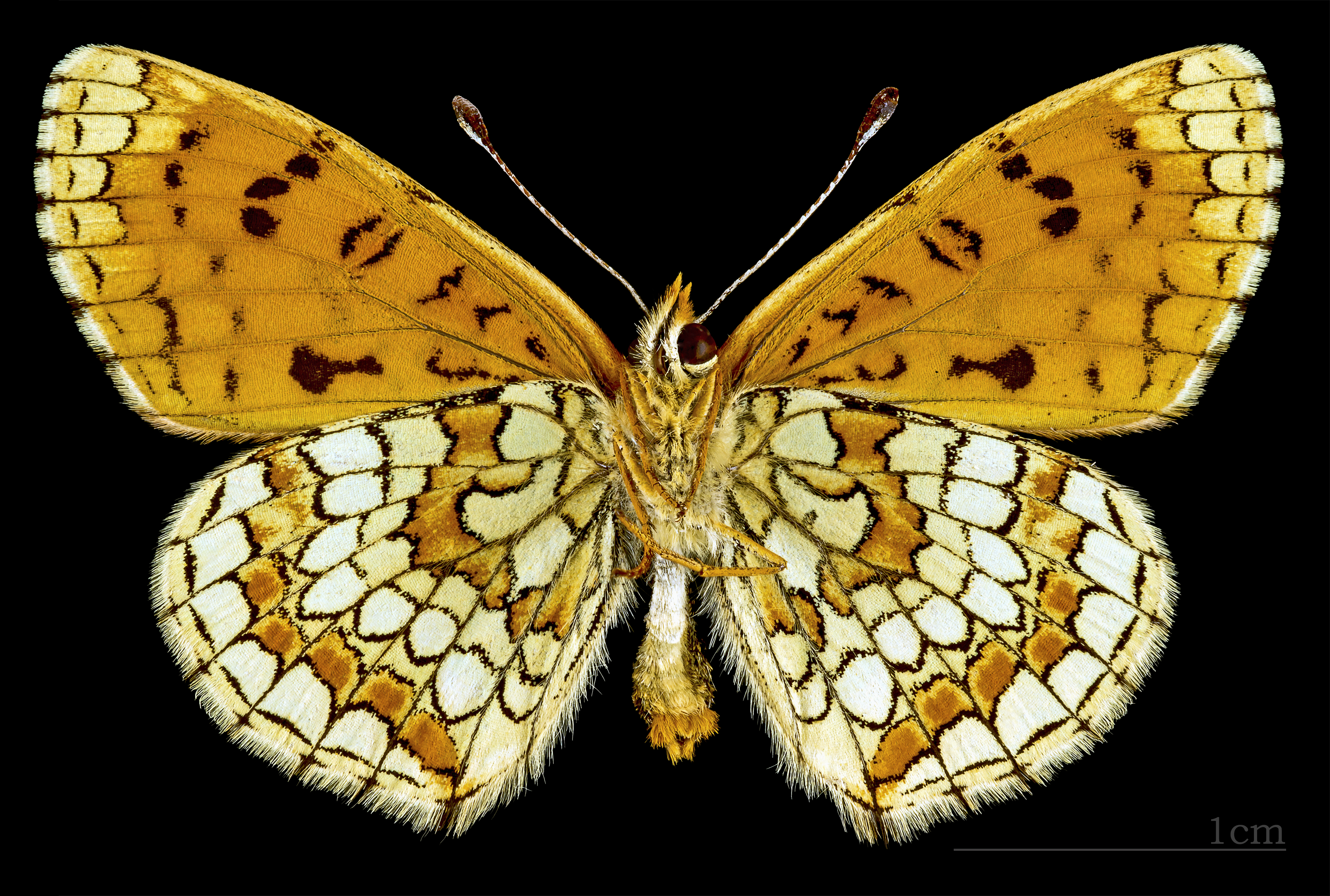
♂ △ ventral
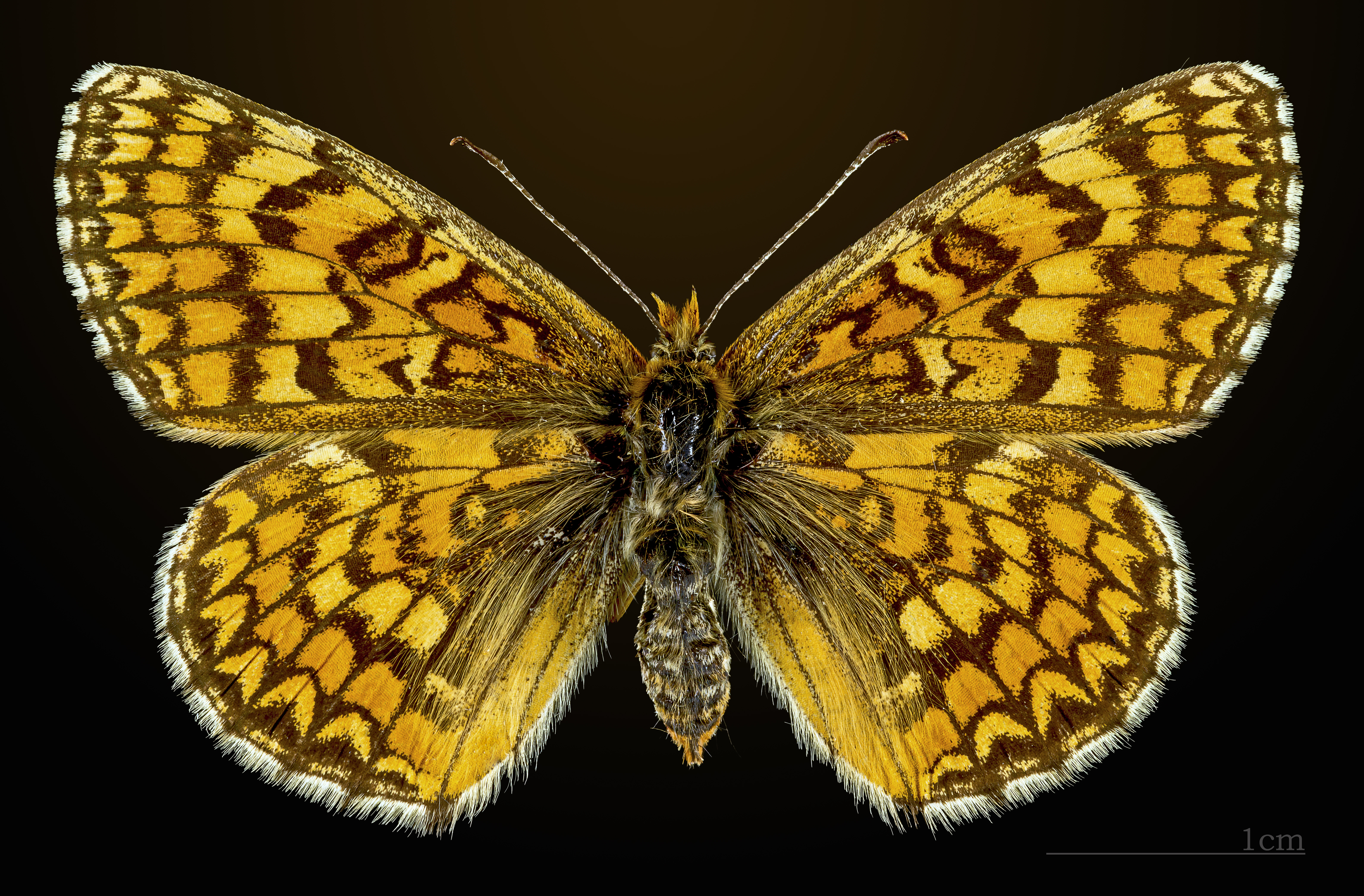
♀ dorso
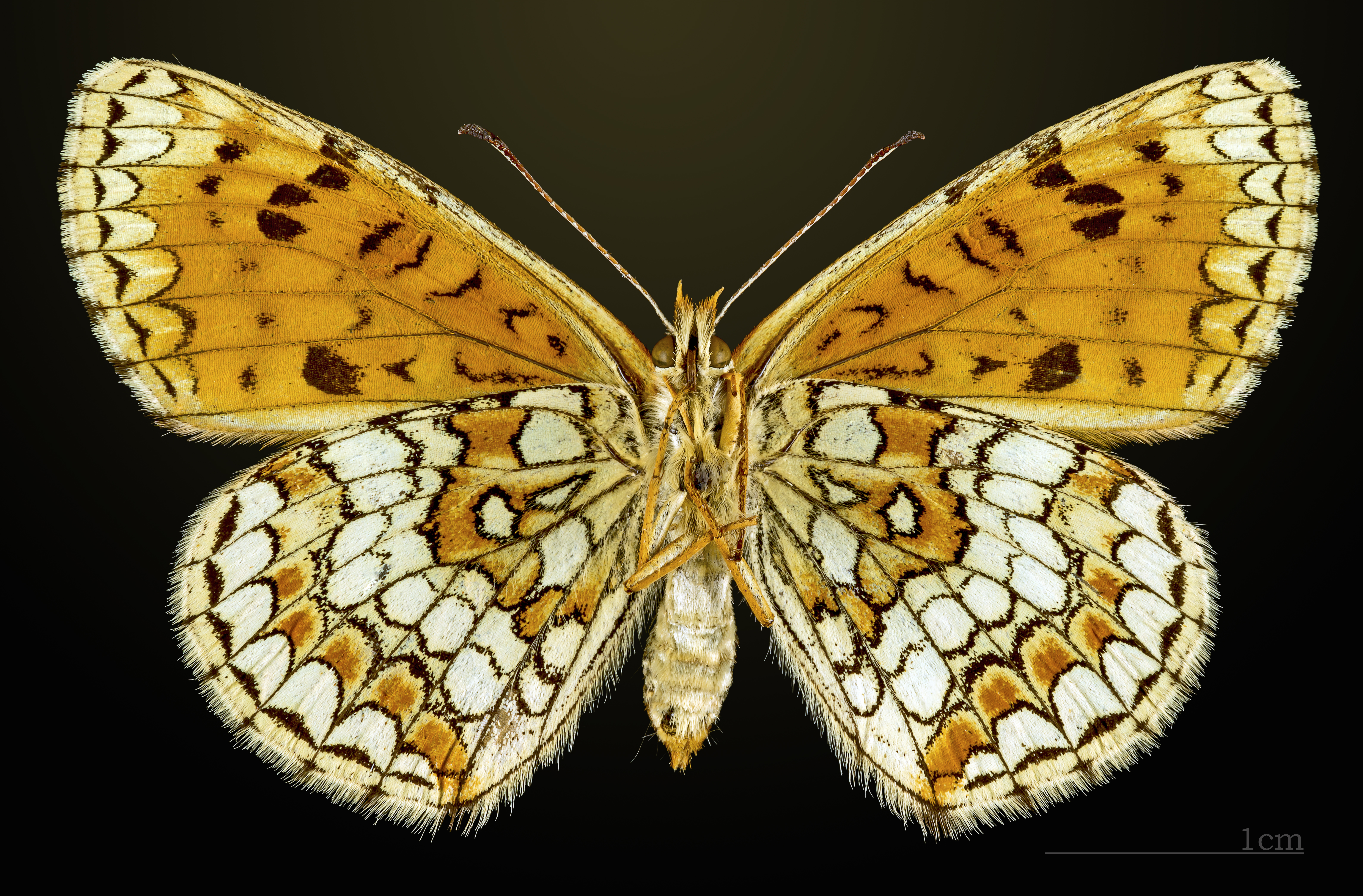
♀ △ ventral

## Distribución
Se distribuye por el norte del Marruecos, oeste de Argelia y suroeste de Europa. Se encuentra en la mayor parte de la península ibérica excepto zonas del centro y oeste.

## Hábitat
Prados abiertos con flores, márgenes de bosque, hierba con flores y zonas arbustives. La oruga se alimenta de Antirrhinum (principalmente Antirrhinum majus), Linaria, entre otros.

## Biología
Linaria vulgaris, Linaria alpina, Antirrhinum sempervirens, A. hispanicum, A. graniticum, Linaria minor, Cymbalaria muralis. Huevos en grupos en el envés de las hojas.

## Periodo de vuelo e hibernación
Es bivoltina, con dos generaciones al año: la primera entre medios de mayo y junio y la segunda entre medios de agosto y comienzos de septiembre. Hiberna como oruga, las larvas se alimentan e hibernan en grupo. Vuela de 200 a 1600 metros.